# Скалопіль
Скалопі́ль — село в Україні, у Чернівецькій селищній громаді Могилів-Подільського району Вінницької області. Населення становить 62 особи.

## Географія
Присілком села протікає річка Безіменна, права притока Мурафи.
Біля села знаходиться ландшафтний заказник місцевого значення Мурафа

## Історія
Давнє польське поселення, перші відомості про яке відносяться до першої половини XVI століття[уточнити]. Село розташоване вздовж правого берега річки Мурафи. На Мурафі в 1958 р. побудована Скалопільська ГЕС.
7 (20) листопада 1917 року, відповідно до Третього Універсалу Української Центральної Ради, увійшло до складу Української Народної Республіки.
12 червня 2020 року, відповідно до Розпорядження Кабінету Міністрів України № 707-р «Про визначення адміністративних центрів та затвердження територій територіальних громад Вінницької області», увійшло до складу Чернівецької селищної громади.
19 липня 2020 року, в результаті адміністративно-територіальної реформи та ліквідації Чернівецького району, село увійшло до складу новоутвореного Могилів-Подільського району.

## Сучасність
В селі є клуб. На берегах водосховища в теплий період року завжди багато відпочивальників та рибалок-любителів.

## Відомі люди
В селі народився відомий український письменник Звірик Анатолій Петрович, лауреат літературних премій імені Миколи Трублаїні, Михайла Коцюбинського автор багатьох книг: «Квіт папороті» (1963 р), «Мені потрібна любов» (1966), «Жити ціною життя» (1967), «Народився красивим» (1968), «Бути людиною» (1970), «Рушник на щастя» (1973), «День твого імені» (1977), «Односельчани» (1980), «Дороги» (1983), «Луна з мовчазного лісу» (1989), «Допоможіть знайти людину» (2000), Щастя" (2004), «Совість» (2005), «Сопілкар» (2006), «Гіркота» (2007), «Сліди» (2010), «Інфікований ніжністю» (2010) та інші.